# I Am Not Your Negro
I Am Not Your Negro é um filme-documentário frances e estadunidense de 2016 dirigido e escrito por Raoul Peck e James Baldwin, e narrado por Samuel L. Jackson. Teve sua primeira aparição no Festival Internacional de Cinema de Toronto e explora, baseado no manuscrito Remember This House, relações étnicas durante a luta dos direitos civis dos Estados Unidos, tendo como principais ícones Martin Luther King, Jr., Malcolm X e Medgar Evers.

## Recepção
O crítico Márcio Sallem, do Cinema com Crítica, menciona que, ao lado de A 13ª Emenda e O. J. Made in America, os principais concorrentes ao Oscar de Melhor Documentário em 2017, "Eu Não Sou Seu Negro não empalidece nem murcha, pelo contrário, destaca-se em ser o trabalho mais abrangente e construtivo, refletindo sobre o racismo não somente a partir de suas consequências ou demonstrações na vida cotidiana, mas especialmente procurando entender suas raízes".